# Borgward
Borgward byla německá automobilová skupina sídlící v Brémách, kterou založil Carl Friedrich Wilhelm Borgward (10. listopadu 1890 – 28. července 1963). Měla několik poboček a dceřiných společností. Spadaly pod ni značky Borgward, Goliath, Hansa a Lloyd.

## Začátky
Carl Borgward se narodil prodejci uhlí v Hamburku-Altoně. Vyučil se zámečníkem a následně studoval strojní inženýrství. Po První světové válce se stal roku 1919 společníkem v malé společnosti Bremer Reifenindustrie, vyrábějící pneumatiky. V roce 1920 v této společnosti přejmenované na Bremer Kühlerfabrik Borgward zavedl výrobu automobilových chladičů a blatníků pro brémskou automobilku Hansa-Lloyd-Werke. První „automobil“, tříkolový motorový vozík, navrhl Carl Borgward roku 1924 pro přepravu ve skladech této společnosti. Pod označením Blitzkarren (bleskové vozíky) je obratně nabídl veřejnosti a dosáhl vysokých prodejů. Malý nákladní vozík nosnosti 500 kg s dvoudobým 2 k (1,5 kW) motocyklovým 120 cm³ motorem zaplnil mezeru na trhu. Po tísnivé německé hyperinflaci let 1922–1923 sloužil jako užitkový malým obchodníkům. Mnoho vylepšených vozíků prodávaných pod značkou Goliath používala říšská pošta (Reichspost) nahrazující ručně tlačené vozíky. Zákon z roku 1928 umožňoval v Německu řídit motorová vozidla zdvihového objemu do 200 cm³ a méně než čtyřmi koly bez řidičského oprávnění, byla také osvobozena od poplatků. V roce 1928 se společnost pojmenovala Goliath Werke Borgward.

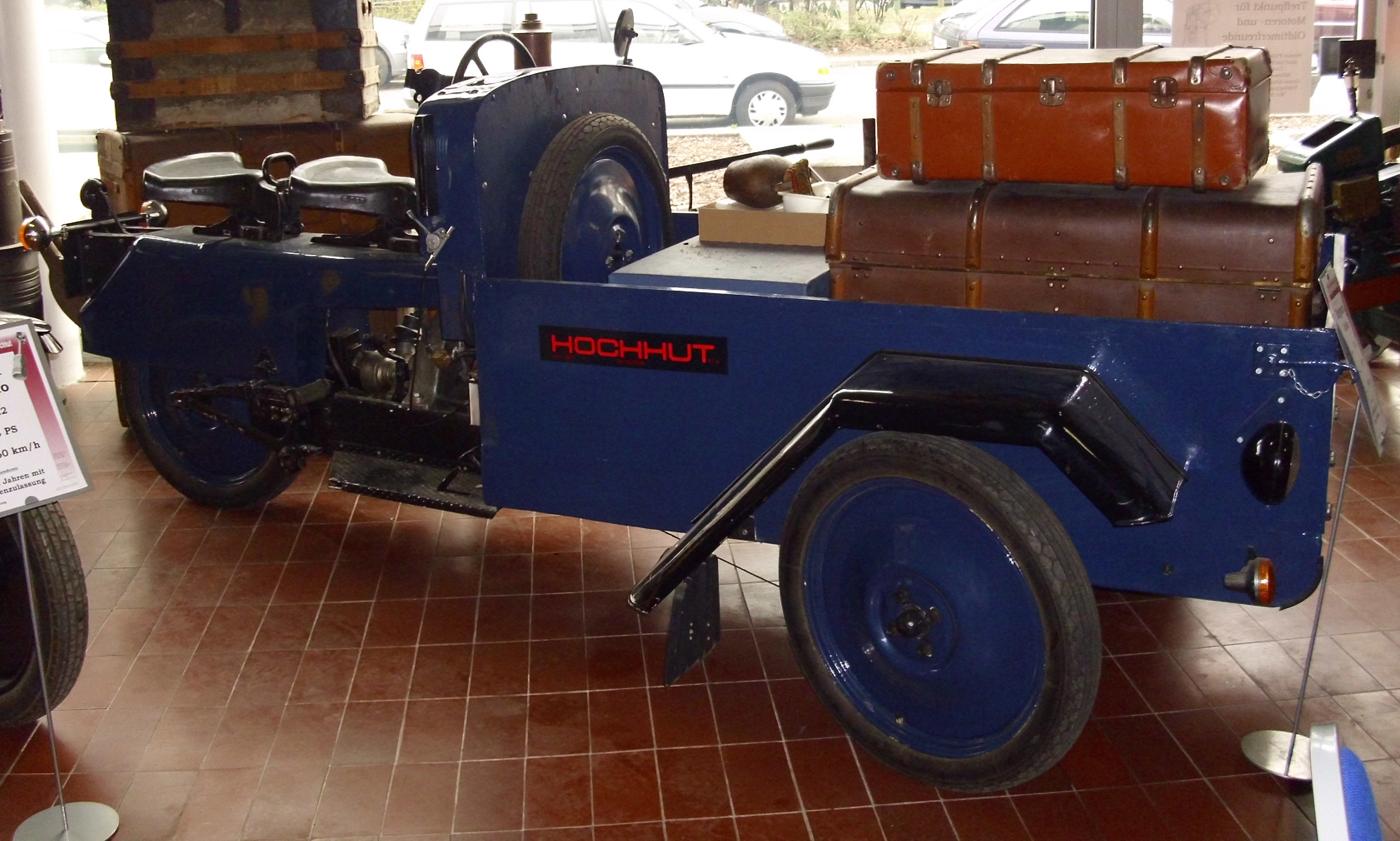
Goliath Rapid (1926–1933)

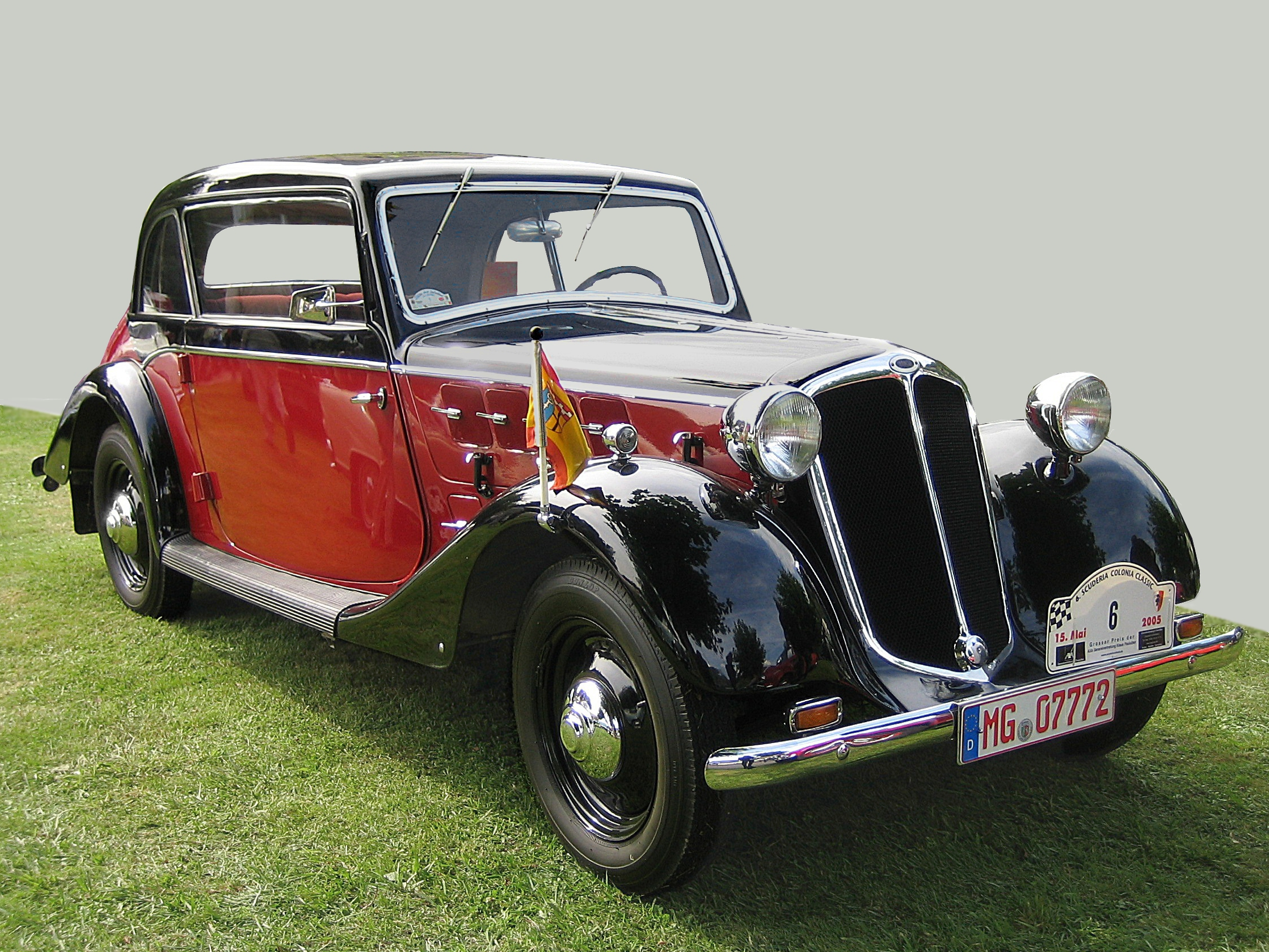
Hansa 1100 (1934–1940)

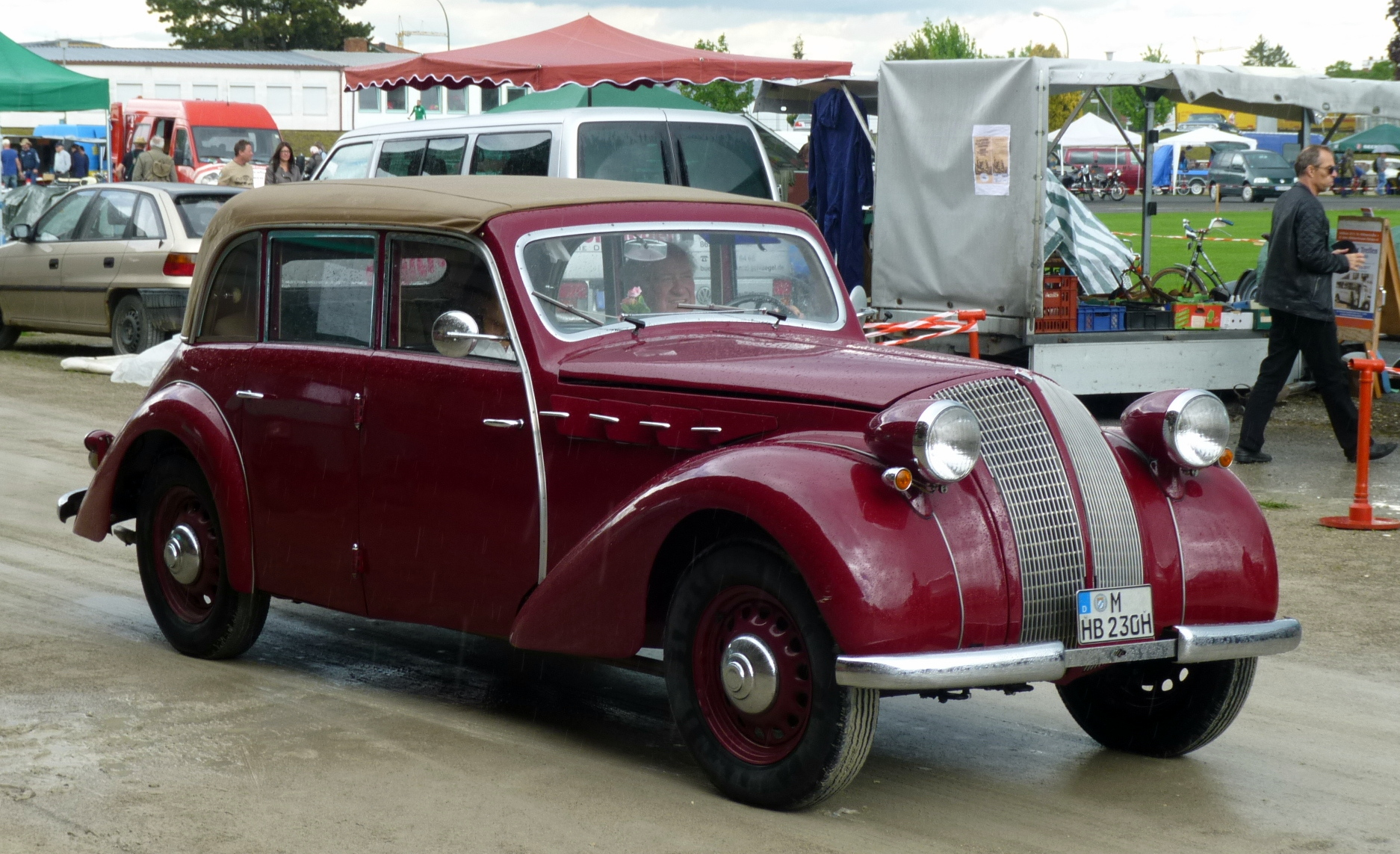
Hansa 2000 (1937–1942)

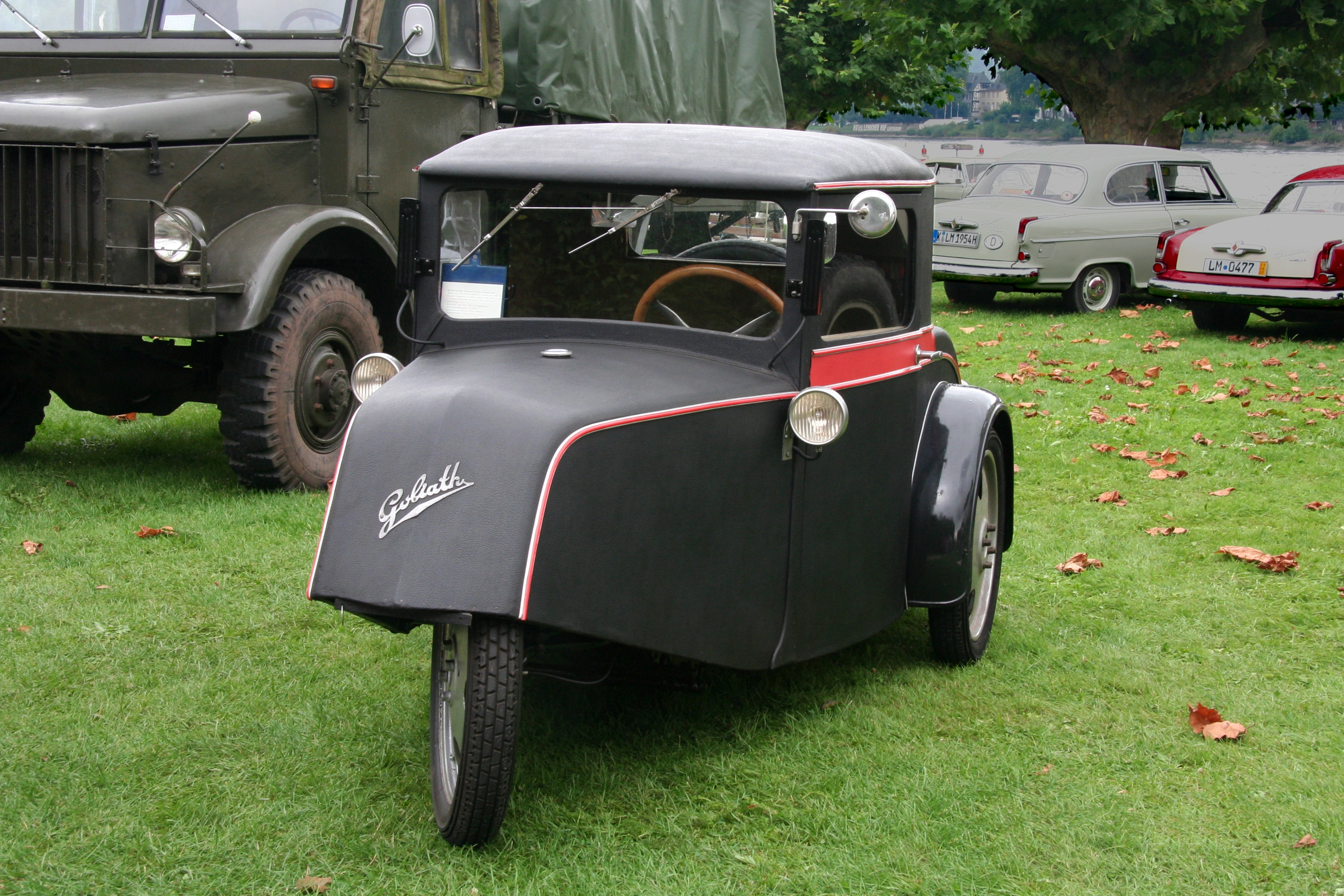
Goliath Pionier (1931–1934)

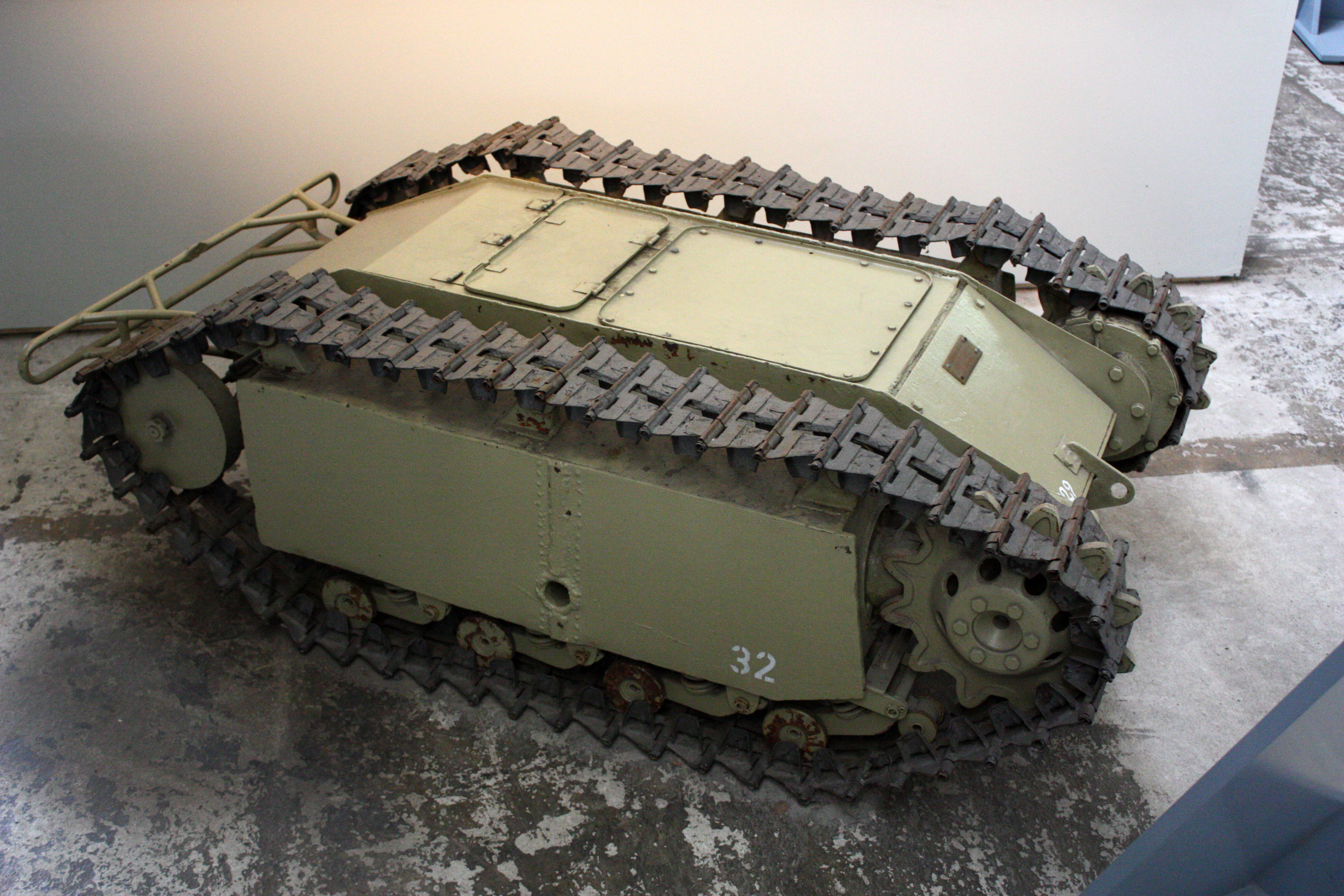
SdKfz. 302 Goliáš

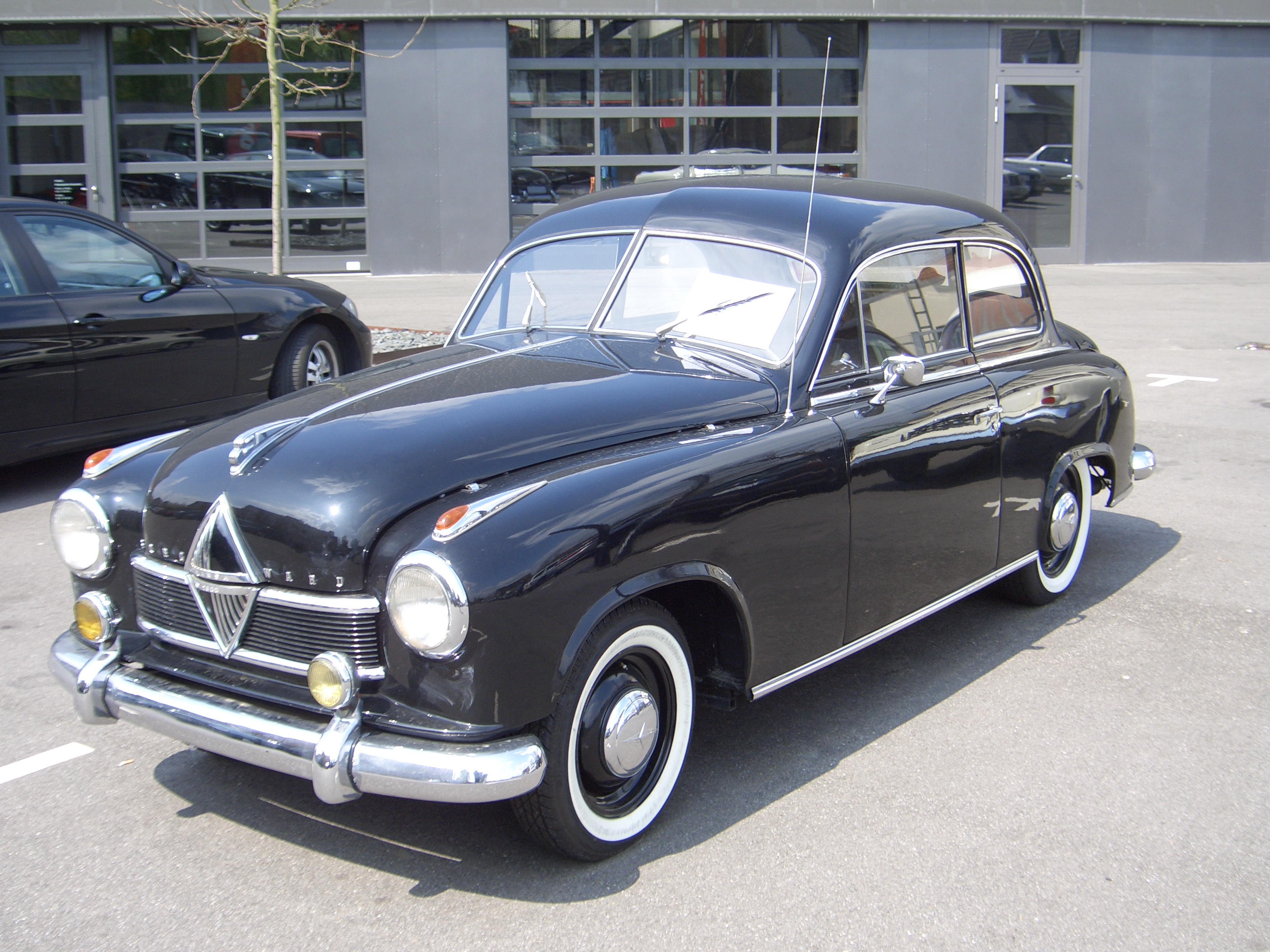
Borgward Hansa 1500 (1949–1954)

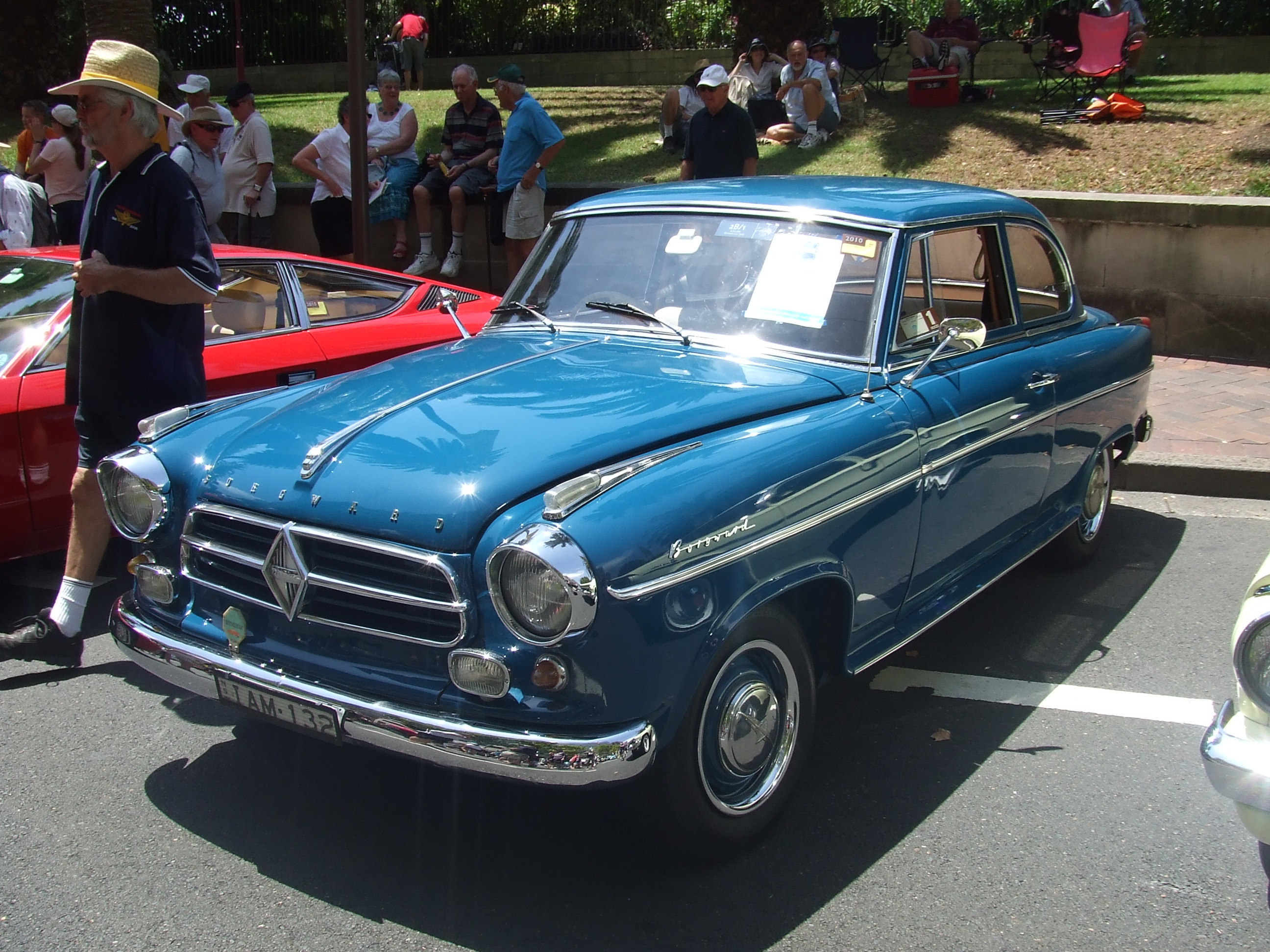
Borgward Isabella (1954–1961)

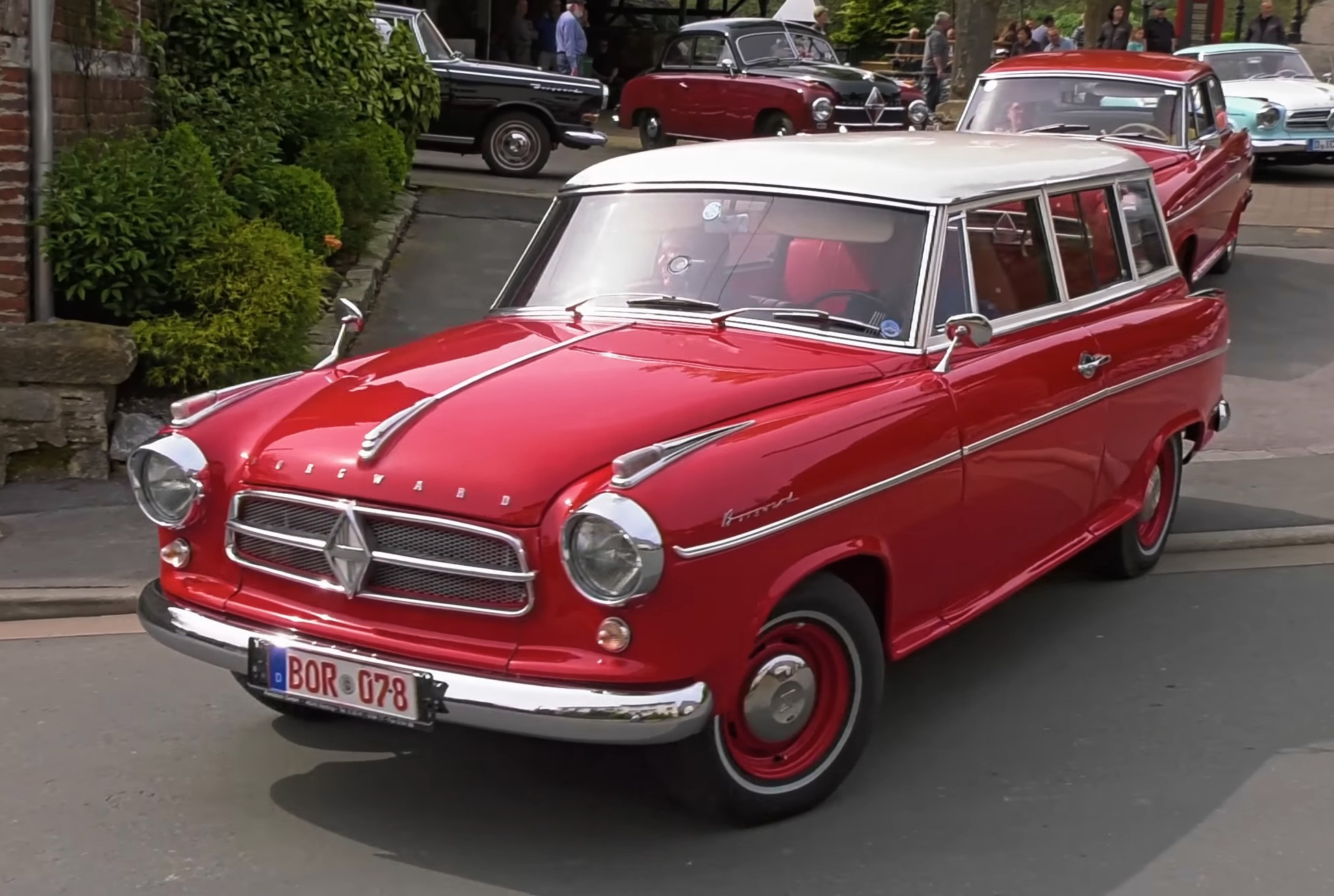
Borgward Isabella Kombi

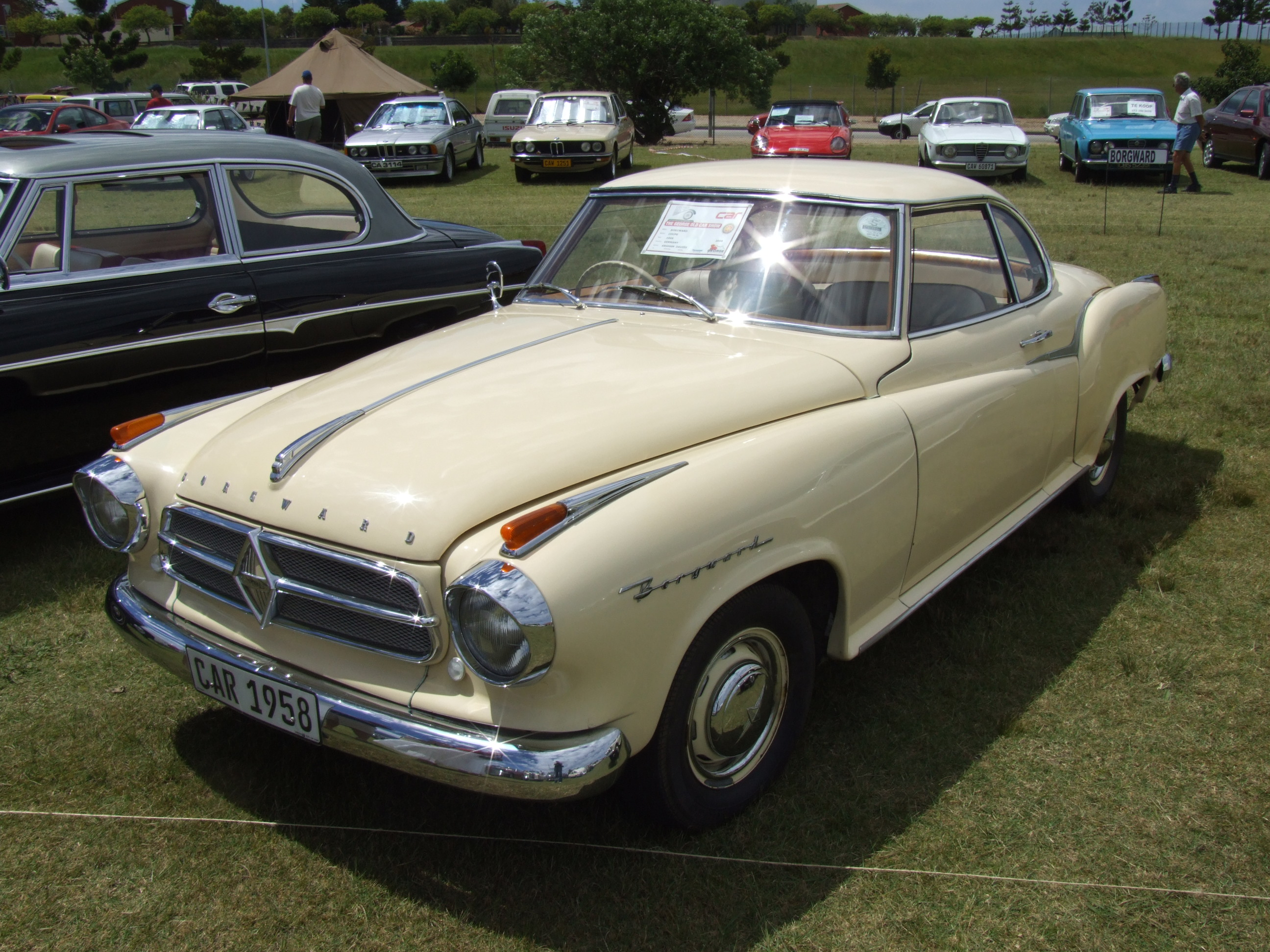
Borgward Isabella Coupé (1957-61)

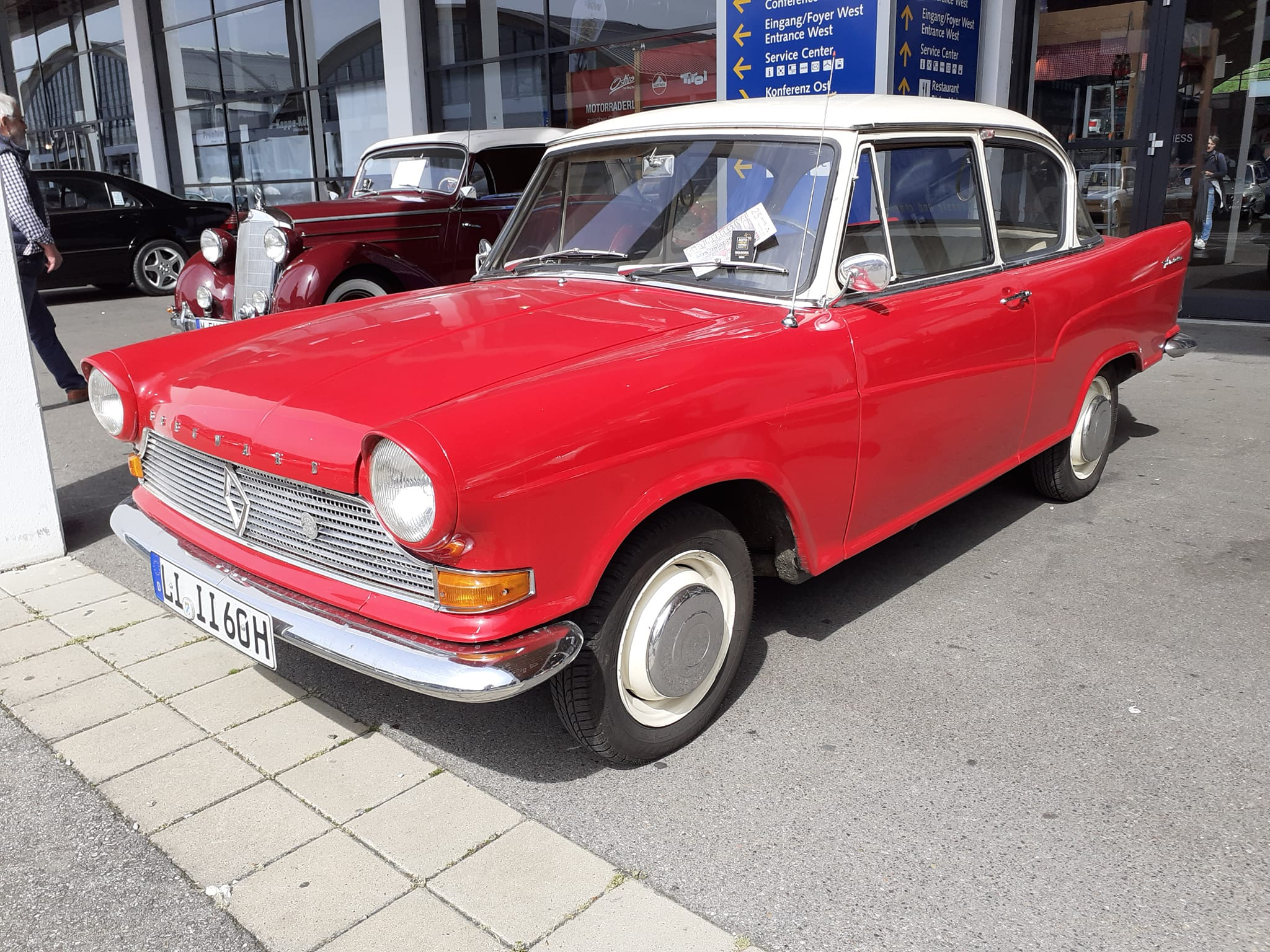
Borgward Arabella/Lloyd 900
(1959–1961)

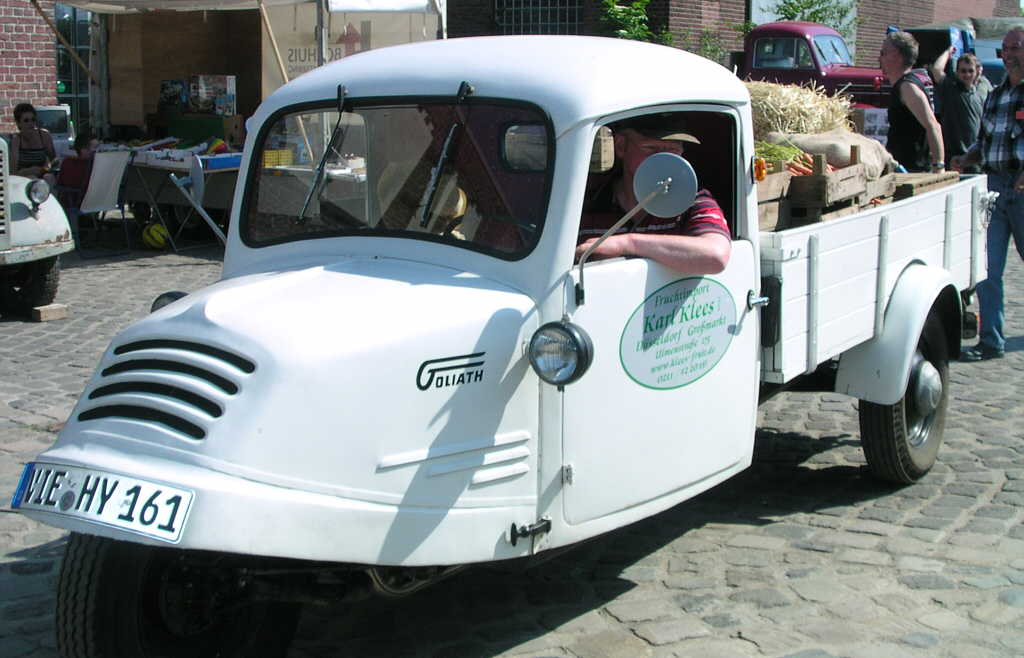
tříkolka Goliath GD 750 (1949-55)

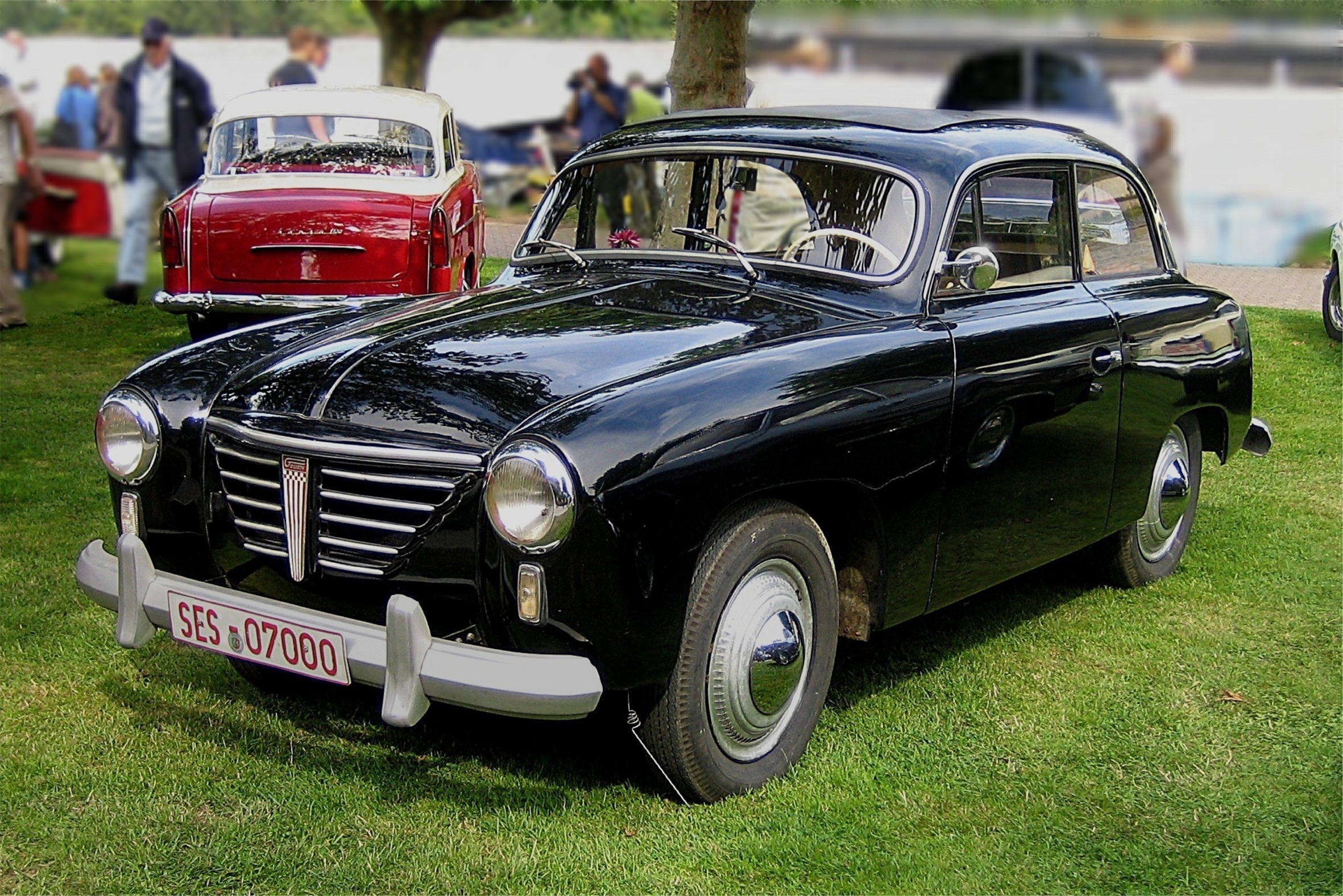
Goliath GP 700 (1950–1955)

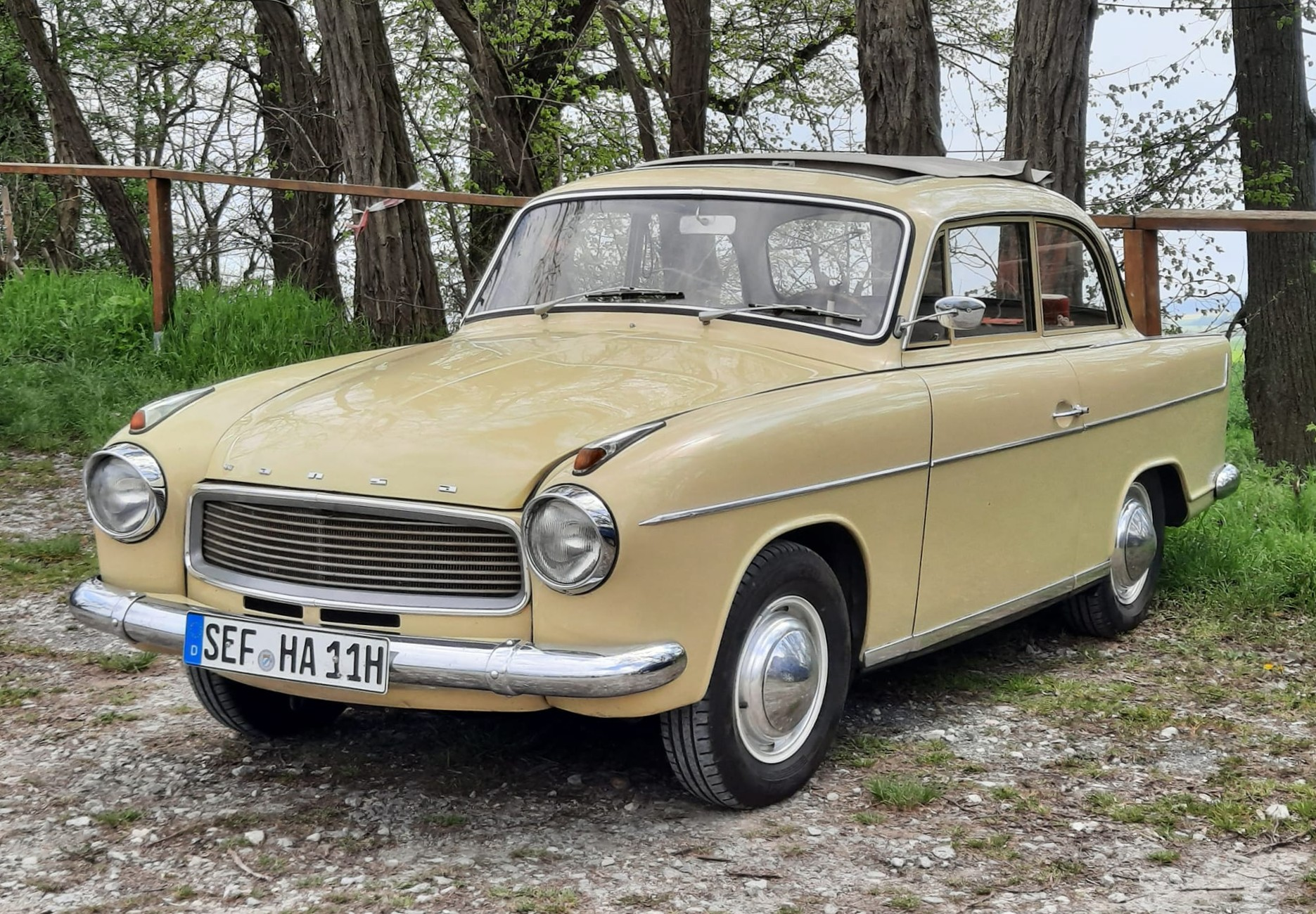
Goliath 1100 (1957–1958)
Hansa 1100 (1958–1961)

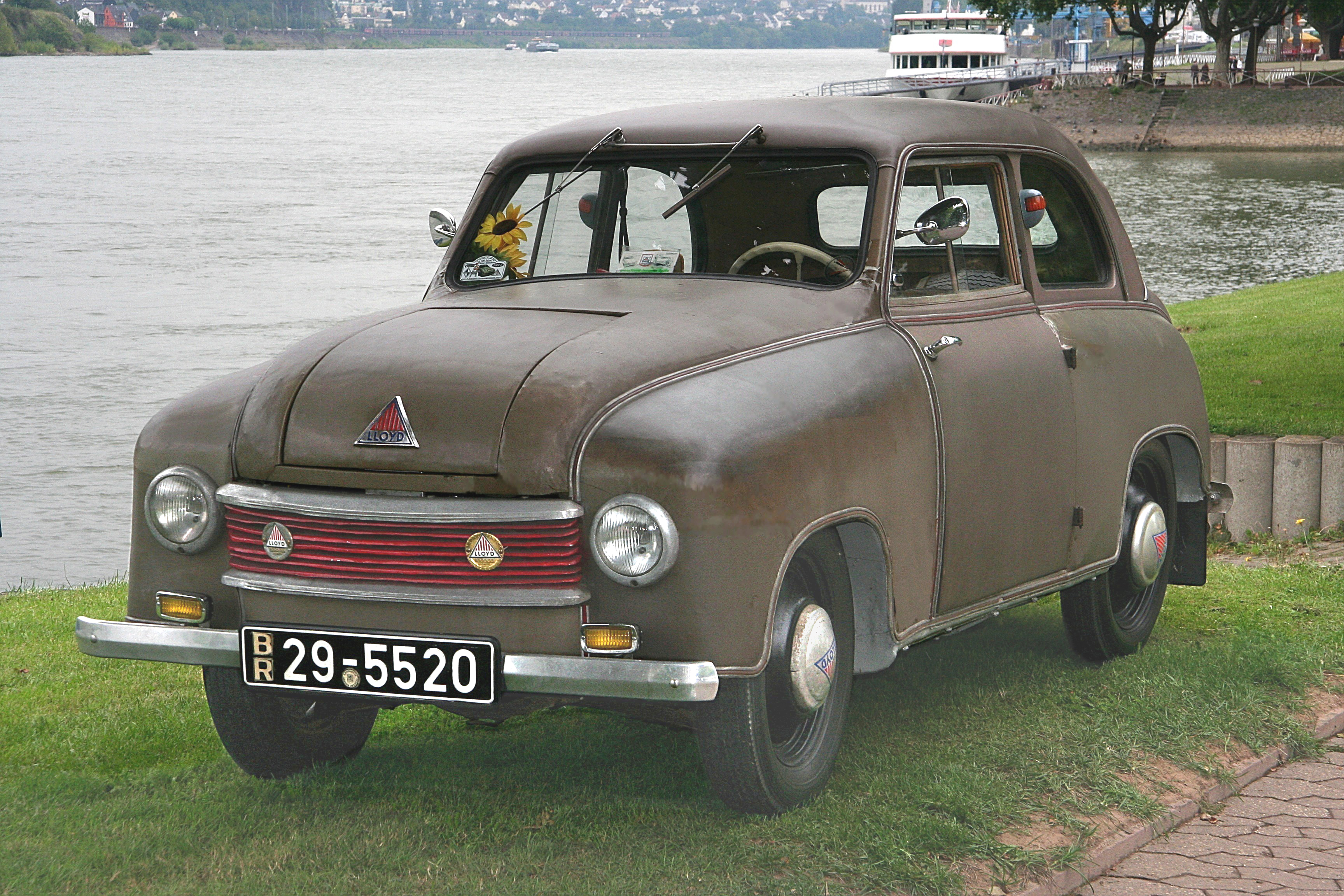
Lloyd LP 300 (1950–1952)

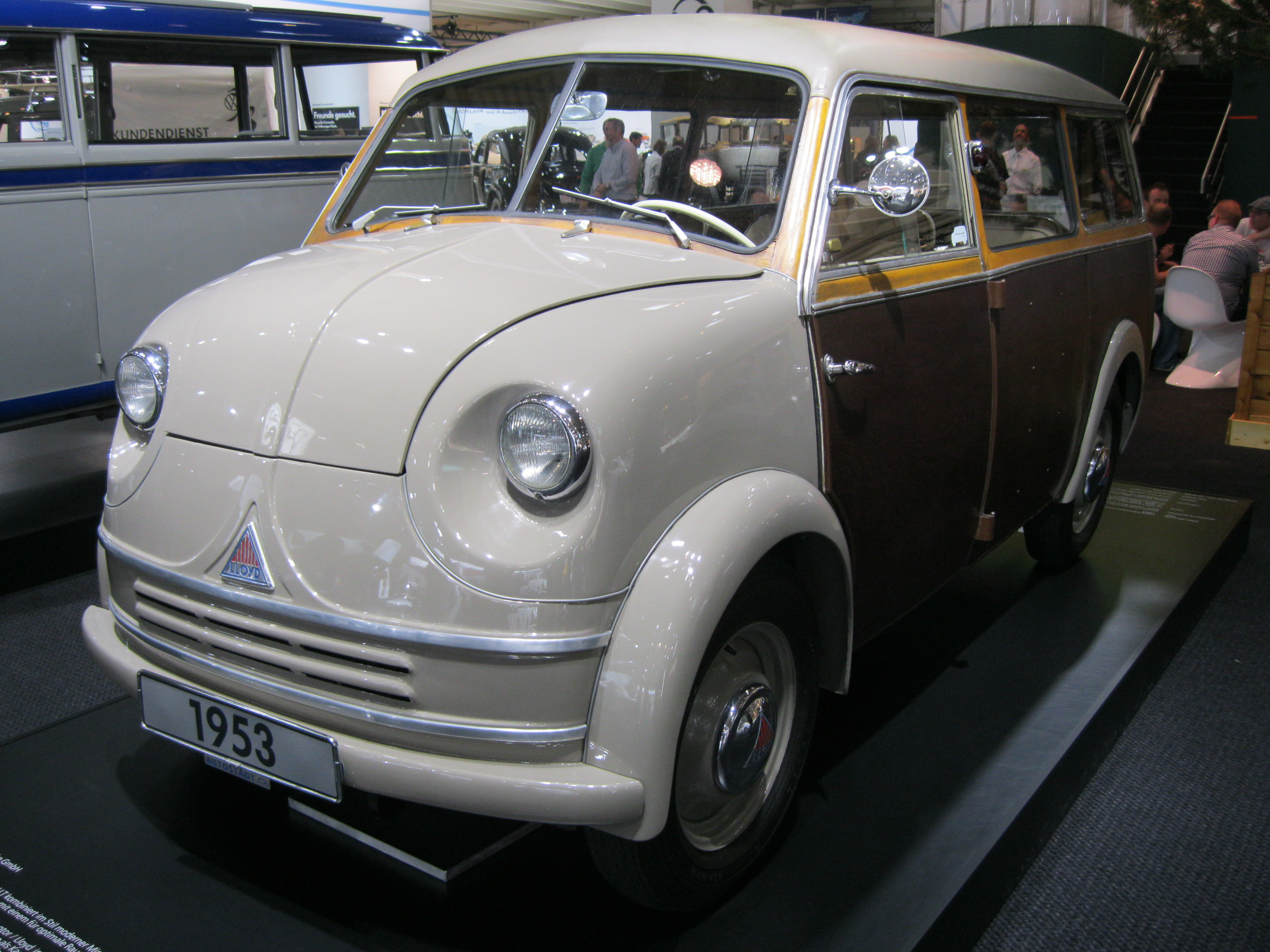
Lloyd LT 500 (1952–1955)[https://www.flickr.com/photos/32109282@N00/5142712635

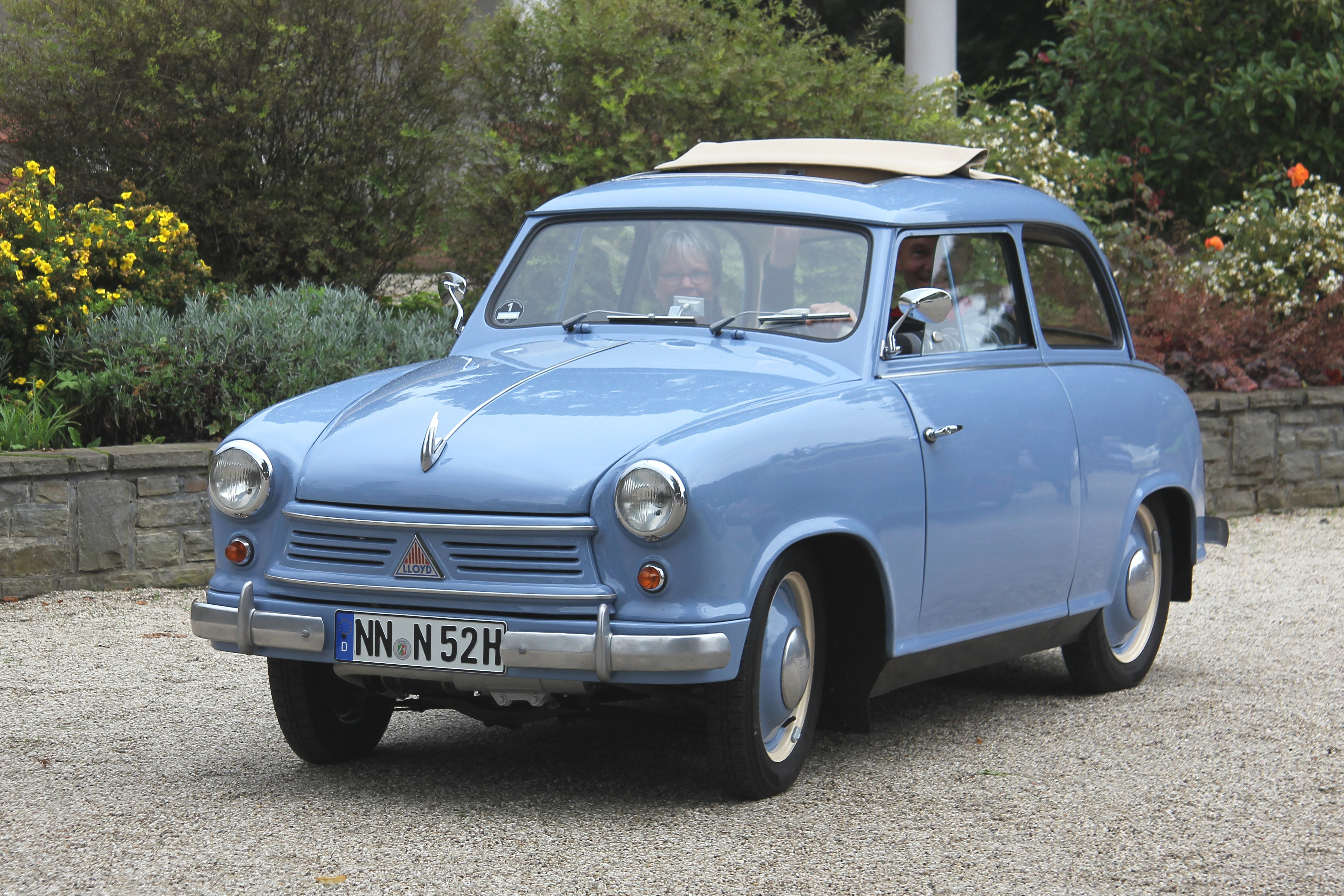
Lloyd LP 400 (1953–1957)

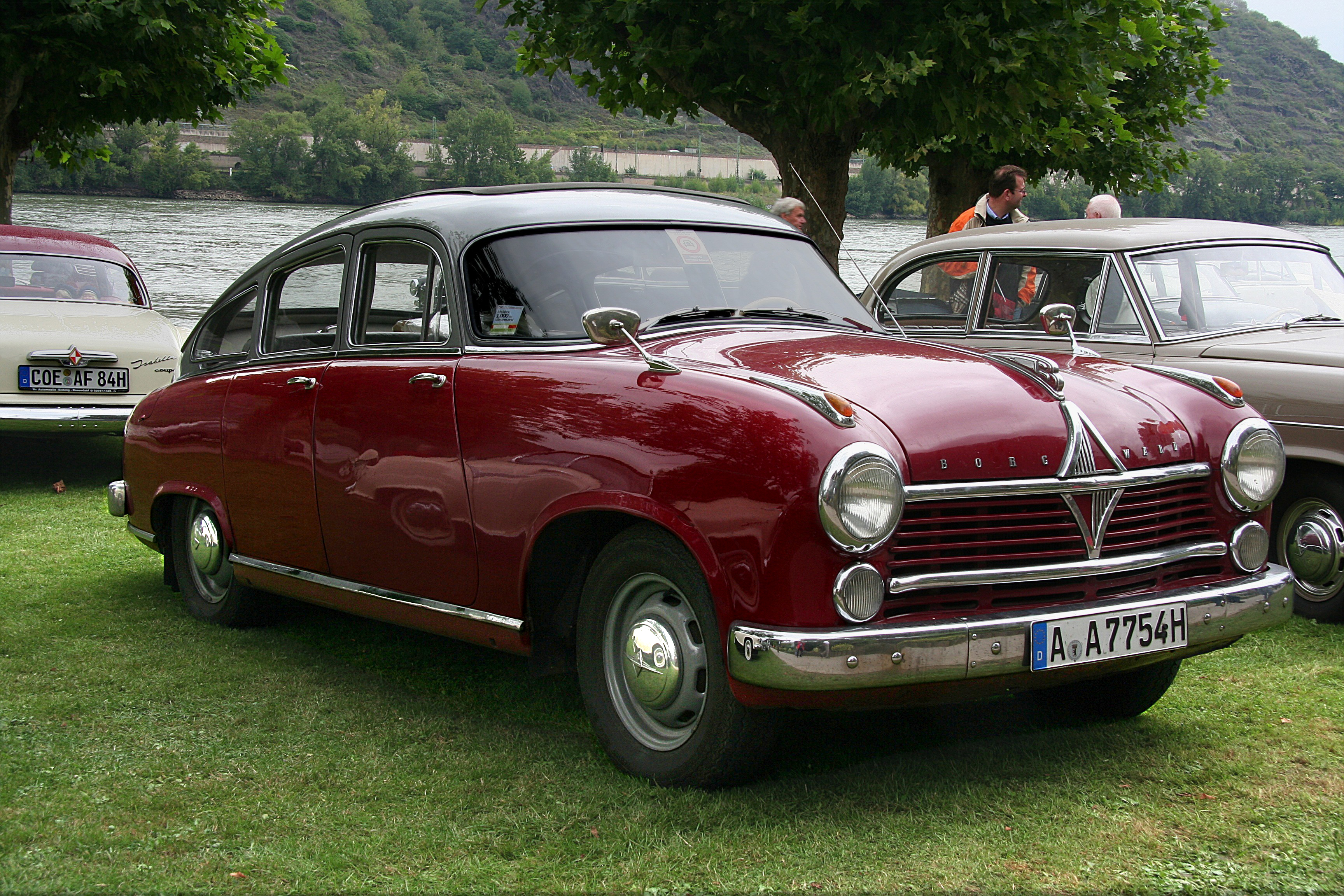
Borgward Hansa 2400 (1952–1955)

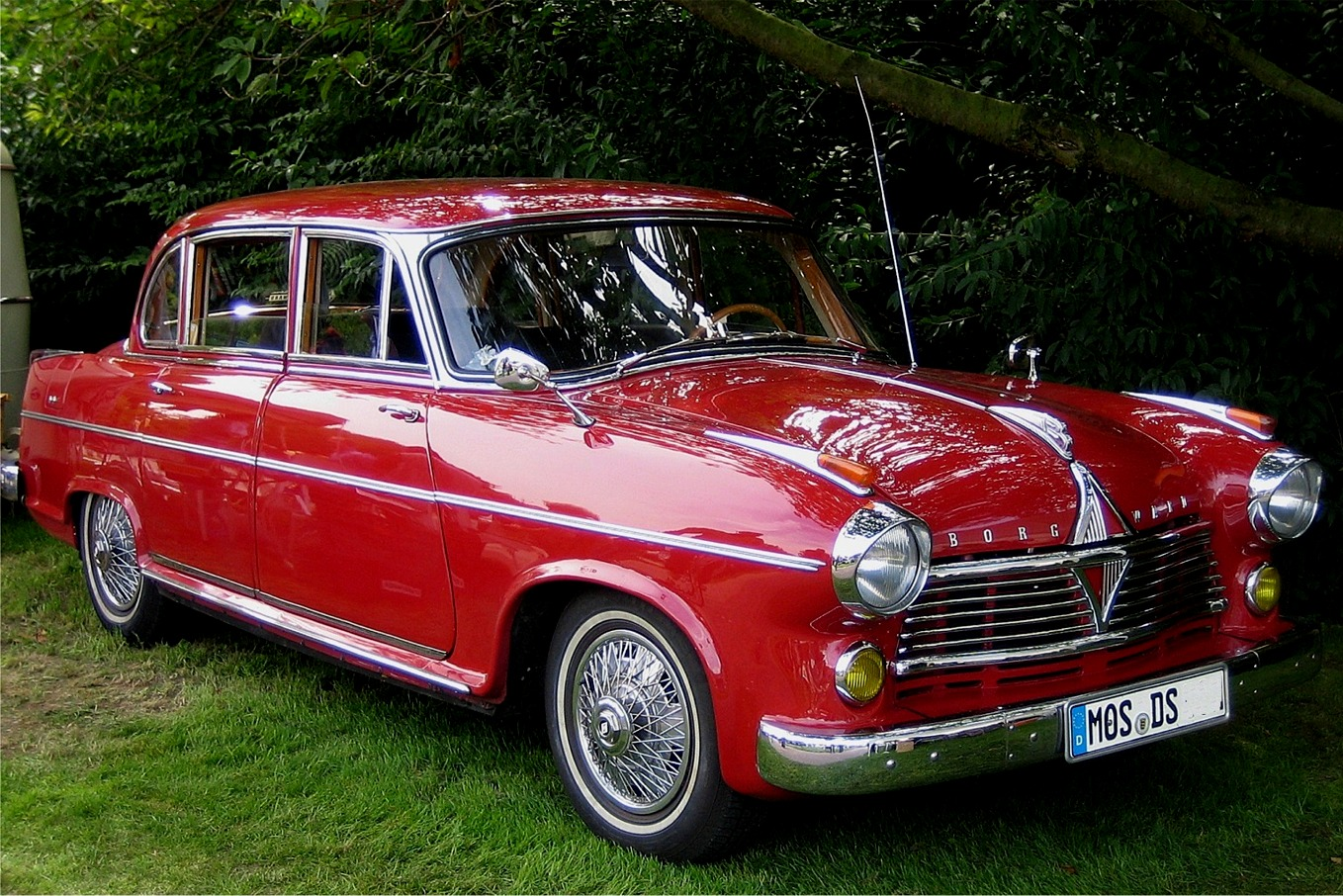
Borgward Hansa 2400 (1955-58)

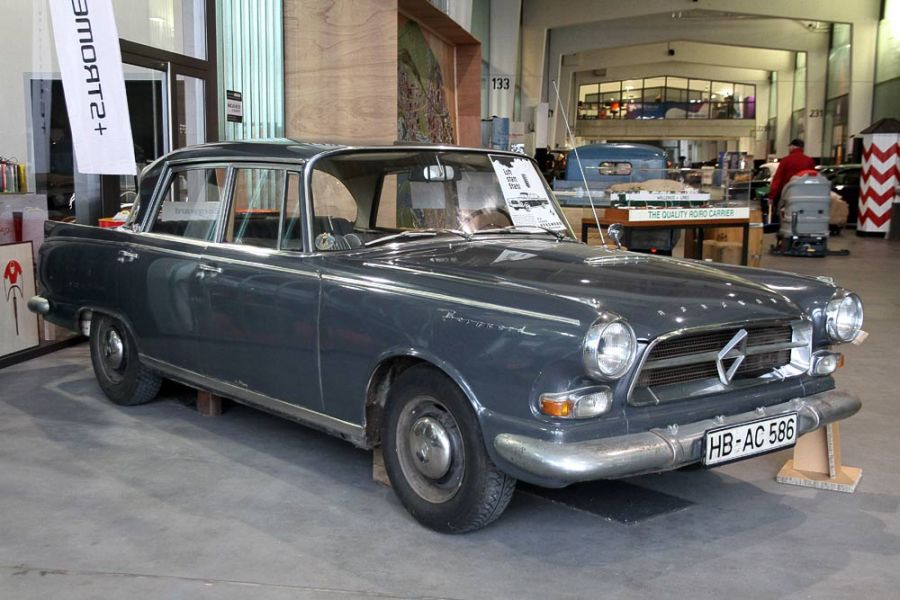
Borgward P100 (1959–1962)

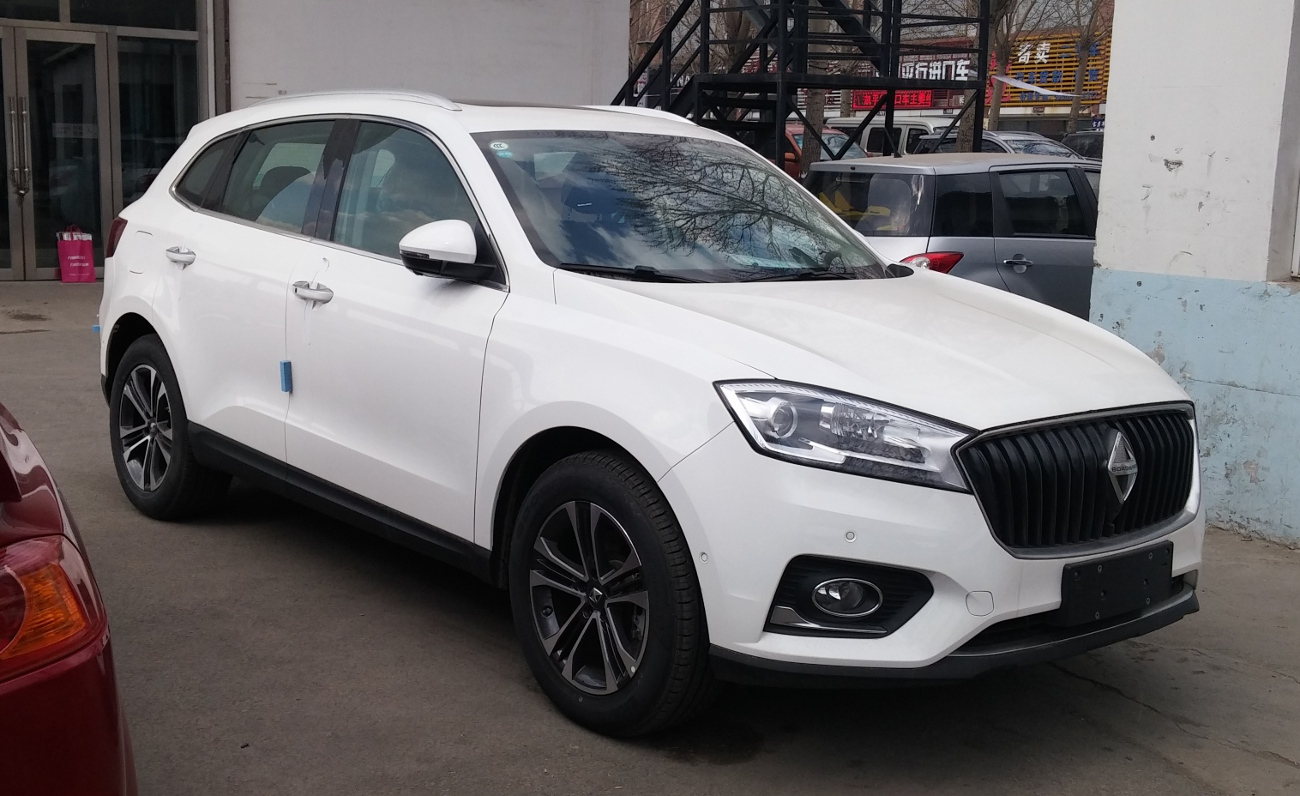
Borgward BX7 (2016–2021)

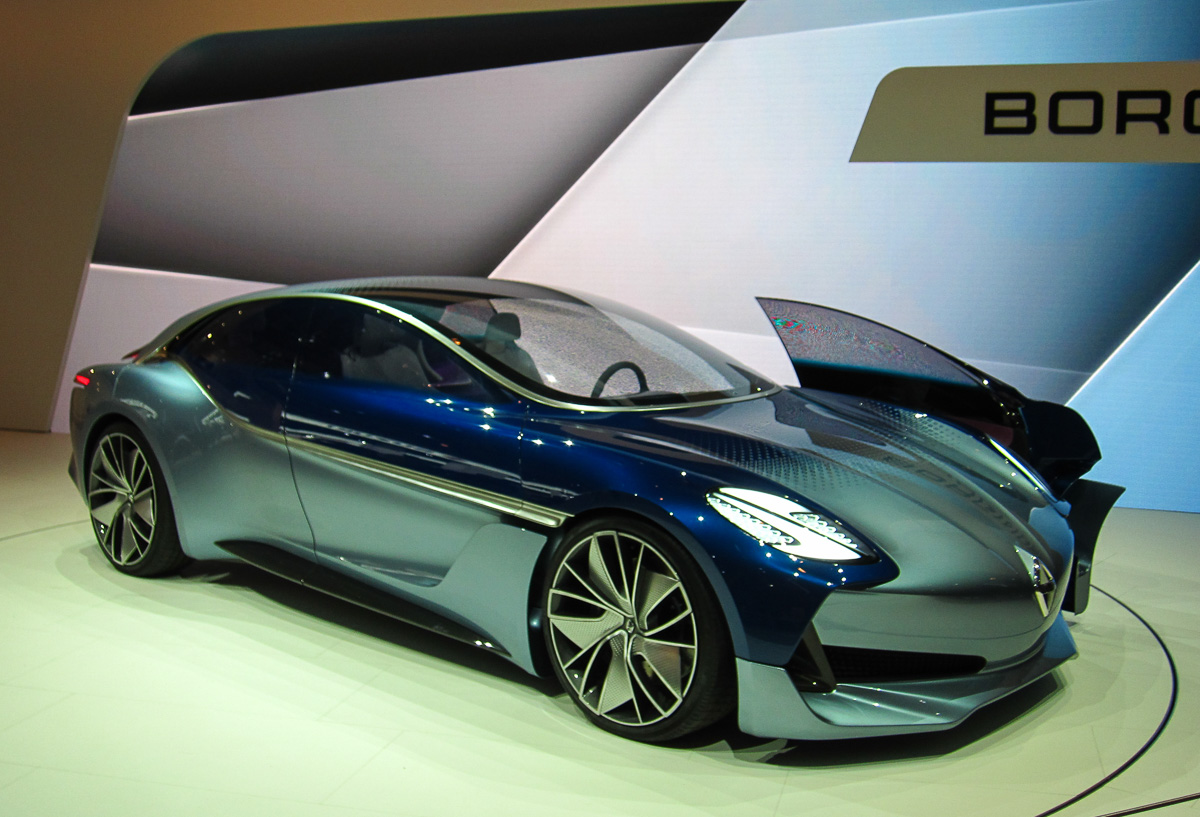
Borgward Isabella Concept 2017

Na konci 20. let převzal Carl Borgward automobilku Hansa-Lloyd-Werke, jejíž začátky sahají do roku 1905, kdy byla ve Varelu nedaleko Brém založena automobilka Hansa Automobilgesellschaft a v Brémách společnost NAMAG (Norddeutsche Automobil- und Motoren), výrobce automobilů Lloyd. Roku 1914 se spojily a vytvořily Hansa-Lloyd-Werke. V poválečné, ekonomicky problémové době, podnik neprosperoval a koncem 20. let čelil bankrotu. Pro Carla Borgwarda, úspěšného tvůrce Goliath-Blitzkarren, přineslo neštěstí Hansa-Lloyd možnost zvětšit rozsah podnikání. S finanční podporou obchodníka Wilhelma Tecklenborga převzal nad Hansa-Lloyd-Werke v roce 1929 kontrolu, sloučil s Goliath-Werke Borgward a stal se ředitelem společnosti Hansa-Lloyd und Goliath-Werke Borgward & Tecklenborg. Výrobní program Hansa-Lloyd zaměřený předně na nákladní vozy vhodně doplnily Goliath-Blitzkarren. Převzaté rozsáhlé továrny umožnily i hromadnou výrobu osobních typů. Carl Borgward ukončil drobnou výrobu luxusních osmiválcových vozů Hansa-Lloyd a v roce 1931 představil dvoumístný tříkolový miniautomobil Goliath Pionier, vycházející z Goliath-Blitzkarren. Krátce po Velké hospodářské krizi, kdy si střední třída stěží mohla dovolit osobní automobil, byl levnou náhradou. Se zrušením daňového osvobození po roce 1933 při hospodářském oživení byl nahrazen čtyřkolovým miniautomobilem Hansa 400, jenž získal v roce 1934 objemnější 500 cm³ motor coby Hansa 500. Sílící německá ekonomika brzy ukončila výrobu malých vozů Hansa. Namísto vozů s dvoudobými motocyklovými motory se Carl Borgward rozhodl vyrábět nově zkonstruovaný čtyřválcový vůz střední třídy Hansa 1100 s celoocelovou karoserií a poté i šestiválcové vyšší střední třídy Hansa 1700 a Hansa 2000. Byly velmi oblíbené, většinou se prodávaly za méně než konkurence. Nejluxusnější byl šestiválcový Hansa 3500. Označení se postupně měnilo na Hansa Borgward, poté Borgward Hansa a nakonec osamocené Borgward, které prvně nesl Borgward 2000 v roce 1939. Roku 1940 jej nahradil Borgward 2300.
Značka Hansa-Lloyd se do roku 1937 používala na řadě užitkových vozidel (nákladních i autobusových), od jednotunového Express až po pětitunový Merkur. Poté byly většinou nahrazeny značkou Borgward. Několik modelů se však v roce 1938 prodalo pouze se znakem Hansa.
Během Druhé světové války vyráběl Borgward nejdříve nákladní vozidla určená Wehrmachtu. Zhoršující se situace na frontách a přechod Německa do stavu totální války ukončily koncem roku 1942 výrobu osobních automobilů. Následovala výroba zbraní jako torpéd nebo pásových dálkově ovládaných nosičů nálože Goliáš.

## Poválečná produkce
Továrna v Brémách byla leteckým bombardováním zcela zničena. Ve zbývajících pokračovala s povolením okupačních sil výroba nákladních vozů pro civilní použití. Carlu Borgwardu se pro dva a půl roku dlouhou internaci, během níž měl přístup k automobilovým časopisům amerických dozorců, zalíbil americký styl.
Po válce Borgward použil některé z obchodních značek, které získal v průběhu let, k založení tří samostatných společností: Borgward, Goliath a Lloyd. Zvýšil tím množství oceli přidělované Západním Německem na výrobu v době úsporných opatření, které nebraly zřetel na velikost podniku. Na řízení značek i navrhování nových modelů měl ale Carl Borgward vlastní otcovský vliv.

### Borgward
V roce 1949 začal Borgward vyrábět vůz střední třídy Hansa 1500, první německý sériový vůz s pontonovou karoserií a první německý poválečný vůz nově zkonstruovaný jedním z hlavních inženýrů společnosti v letech 1938–1952, –Dipl. Ing. Hubert M. Meingast. V roce 1952 jej nahradil Borgward Hansa 1800 se zvýšeným objemem motoru, jenž byl v roce 1953 upraven pro spalování motorové nafty a rozšířil nabídku coby Borgward Hansa 1800 Diesel. V roce 1954 je vystřídal vůz střední třídy Isabella s lehčí samonosnou karoserií a 1500 cm³ motorem, který se od roku 1955 vyráběl i coby kabriolet lákající kupce. Od roku 1957 přibylo elegantní kupé Isabella Coupé, nenákladná alternativa Mercedesu-Benz 300 SL, které Borgward vyzdvihlo nad levnější konkurenci Opel a Ford. Isabella se stala nejoblíbenějším vozem a zůstala ve výrobě až do zániku skupiny Borgward. Masové vozy Opel nebo Ford nebyly až tak dobré, skomírající BMW ani Audi za Auto Union nic podobného nevyrábělo – Isabella sloužila kupcům, kteří si nedovolili Mercedes.
V letech 1952–1958 doplňoval nabídku luxusní šestiválcový Borgward Hansa 2400 se samonosnou karoserií. Do roku 1955 jako inovativní proudnicový fastback a v letech 1953–1958 coby konzervativnější sedan prodloužený rozvorem o 20 cm. Od března 1957 s novým šestiválcovým 2200 cm³ motorem se 100 k. Zaznamenaly mizivý úspěch, používal je však Carl Borgward při cestách mezi podniky a blízcí spříznění.
Mimo luxusních osobních a řady nákladních vozů navazujících na předválečný úspěch vyráběl Borgward i závodní 1500 cm³ vozy se 16 ventilovými motory, které šířily slávu značky mnoha sportovními úspěchy.

### Goliath
V roce 1949 obnovil Goliath výrobu nákladních tříkolek GD 750 s 396 cm³ dvoudobými dvouválci vpředu a pohonem předních kol. Byly potřebné pro poválečnou ekonomiku a dobře se prodávaly. V březnu 1950 byla zahájena výroba moderních osobních vozů nižší střední třídy Goliath GP 700 s pontonovou karoserií, páteřovým rámem a 688 cm³ kapalinou chlazeným dvoudobým dvouválcem vpředu napříč pohánějícím přední kola. Koncepci převodovky vedle motoru použil jako první na světě. V roce 1951 rozšířil nabídku GP 700 E využívající přímé vstřikování benzínu. U typů GP 900 a GP 900 E byl v roce 1955 zvětšen objem motoru na 886 cm³ a rozšířena karoserie, kterou obdržel i Goliath GP 700. V polovině 50. let už zákazníci požadovali větší pohodlí a úroveň. V roce 1957 rozšířil nabídku přepracovaný Goliath 1100 se čtyřválcovým čtyřdobým motorem boxer. Při stále se zmenšující oblibě dvoudobých motorů převzal v červenci 1958 označení Hansa připomínající oblíbené předválečné typy a vyráběl se až do roku 1961. Současně skončila výroba osobních vozů Goliath.

### Lloyd

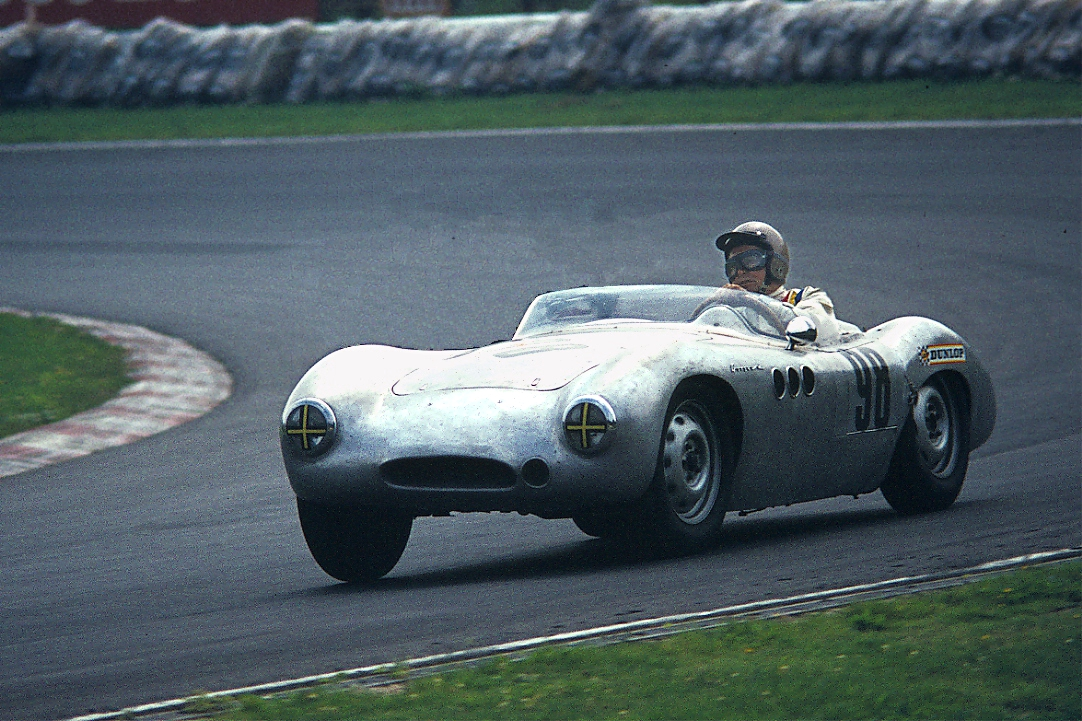
Borgward RS
vítěz Formule 2 1954

V květnu 1950 začala výroba jednoduše konstruovaných malých osobních vozů Lloyd moderního tvaru s plošinovým rámem z ocelového plechu. Přední kola poháněl vzduchem chlazený dvoudobý dvouválec uložený s převodovkou vpředu napříč, který navrhl bývalý konstruktér DKW. První Lloyd LP 300 měl dřevěnou karoserii potaženou syntetickou kůží a za 3300 DM byl nejlevnějším vozem v Německu. Sice jednoduchým pomalým vozem za relativně málo peněz, ale vozem vcelku dostupným – základní Volkswagen Brouk stál 4400 DM. Lloyd LP 400 vyráběný v letech 1953–1957 měl zvětšený objem motoru a karosérii postupně vylepšovanou plechovými boky, kapotou motoru i víkem zavazadlového prostoru a nakonec plechovou střechou. Právě tak Lloyd LT 500 vyráběný od listopadu 1952 do léta 1955 jako malá dodávka nebo malé šestimístné MPV. Od listopadu 1954 už Lloyd s robustní celoocelovou karosérií, která nebyla ani příliš náchylná ke korozi sloužil účelně s posláním dostupného a spolehlivého individuálního dopravního prostředku. Užitečnou hmotností byl roven malým vozům, dva dospělí se třemi dětmi si v něm na stísněnost bědovat nemohli. Volkswagen Brouk byl pro německou střední třídu stále nedosažitelný a Lloyd převzal roli skutečného lidového vozu. V NDR inspiroval Trabant masově vyráběný s posláním lidového vozu až do jejího konce.
Od září 1955 se do osobních Lloydů LP 600 i dodávkových LT 600 montoval čtyřdobý vzduchem chlazený dvouválcový motor. Rok 1955 byl i nejúspěšnější v historii, Lloyd byl po Volkswagenu a Opelu třetí v počtu německých registrací a vyráběl téměř 70 % vozů skupiny Borgward. Motor Lloyd LP 600 však dosahoval meze převodových ústrojí a podvozků převzatých beze změn z LP 400. Po konstrukčním zesílení byl od roku 1957 prodáván s názvem Lloyd Alexandr. Cenově se zhruba blížil Volkswagenu Standard, který měl předlouhé dodací lhůty a vyráběl se do zániku Borgwardu.
Nový narychlo vyvinutý Lloyd 900, později nazvaný Arabella, byl vůz nižší střední třídy, který měl značku pozvednout nad třídu malých aut. Na zvětšeném osvědčeném rámu byla přišroubována nová elegantní karoserie a čtyřválcovým čtyřdobým motorem boxer poháněna přední kola. Vyráběl se v letech 1959–1961. Byl jediným modelem Lloyd se čtyřválcovým nebo vodou chlazeným motorem. Reagoval na zvyšující se nároky motoristů. Stál více něž Volkswagen Brouk, nabízel ale překvapivě bohatou výbavu.

## Zánik
Přestože skupina Borgward byla na německém trhu průkopníkem technických novinek (např. vzduchové odpružení, automatická převodovka, přímé vstřikování benzínu), nebyly vždy spolehlivé a měly problém najít kupce. Zatímco společnosti Opel nebo VW dokázaly držet nízké prodejní ceny i přes rostoucí náklady, skupina Borgward jim jako třetí největší německý výrobce nedokázala konkurovat. I pro existenci tří samostatných, odděleně provozovaných značek, které si částečně konkurovaly a nevyužívaly úspor z rozsahu ani společný vývoj, avšak měly spoustu jedinečných modelových řad s mnoha druhy karosérií. Příliš značek ještě zvýšilo neprospěšnou složitost na úroveň, která byla s dosahovaným objemem prodeje finančně neudržitelná. Lloyd 900 Arabella nepojmul ani motor Goliath/Hansa 1100 se sníženým objemem a musel být zkonstruován nový. Carl Borgward přesto odmítl nabídku automobilky Chrysler budující po vzoru Ford a GM evropské divize na odkup kontrolního podílu.
Západní Německo během poválečného ekonomického zázraku bohatlo a klesl prodej malých vozů. Za jejich cenu se dal koupit dobrý ojetý větší vůz, kterých už bylo na trhu dost. Skupině Borgward vyrábějící převážně malé vozy nevhodné příliš na dlouhé vzdálenosti se tak tenčily příjmy. Finanční problémy umocnily i technické. Například vážné počáteční problémy příliš složitého Lloydu 900 Arabella v podobě úniků vody kapalinou chlazeného motoru nebo značných závad převodovky. S lepší výbavou se později prodával coby Borgward Arabella, aby vznešenější značkou zvýšil zájem o neprodané vozy. Časté poruchy však skupině už značně zvýšily náklady na záruční opravy, snížily prodej a přivodily ztráty. Nepříznivě ovlivnily i pověst značky Borgward.
V roce 1959 byl Borgward Hansa 2400 nahrazen působivým vozem vyšší třídy Borgward P100 se stejným 100 k motorem. Na rozdíl od předchůdce, který byl proti luxusním Mercedesům v Německu neúspěšný, mířil coby velké auto za nízkou cenu na trh USA. Jako první sériový německý vůz byl volitelně vybaven pneumatickým odpružením s regulací světlé výšky. Vývoj však stál mnoho finančních prostředků, prodej zasáhla náhlá prudká recese USA provázená snížením poptávky po dovážených vozech a krach tamního prodejce v roce 1960. Po nepříznivém článku časopisu Spiegel o situaci skupiny z konce roku 1961 byl Carl Borgward donucen věřiteli k likvidaci, přestože byl solventní, jak prokázal 100% uspokojením pohledávek. Byl to největší bankrot průmyslového podniku v dějinách SRN. Borgward zemřel v červenci 1963 na infarkt, dva roky poté, co firma zkrachovala.

#### Pohrobci
Mnoho neprodaných vyrobených vozů, převážně Borgward Arabella, se nabízelo až do roku 1963. V roce 1962 byla všechna výrobní zařízení Borgward Isabella a P100 prodána skupině 8 mexických investorů. Továrnu v Brémách převzal Daimler-Benz a vyrábí v ní vozy Mercedes-Benz.
Spiegel v roce 1965 uvedl, že Borgward mohl překonat obtíže roku 1961 s menší finanční pomocí. Jelikož byly všechny pohledávky nakonec vyrovnány, je zřejmé, že nebýt obav věřitelů, likvidace by nebyla nutná.
Pro styl fungování skupiny je otázkou, jak dlouho. Carl Borgward nebyl obchodník, byl konstruktér. I coby největší brémský zaměstnavatel proto nejspíš nedostal ani pomoc od bank, které měly větší prospěch z financování konkurentů.

#### Mexiko
Nikdo ze skupiny Mexičanů neměl zkušenosti s řízením, výrobou nebo prodejem vozů. Po složitém přemístění závodu v roce 1963 dokončili jeho montáž němečtí technici teprve koncem roku 1965. Následoval dvouletý programu školení. Koncem roku 1967 vyjel první vůz, Borgward 230 GL, přejmenovaný P100, který byl coby prodloužený věnován mexickému prezidentu.
Zastaralost vozu této třídy bránila plánovanému vývozu do USA a naplnění výrobních předpokladů. Gregorio Ramirez Gonzalez udržel skomírající výrobu jen do června 1970. Model Isabella, který se měl začít vyrábět v roce 1969, se na výrobní linku nikdy nedostal.

#### Obnova značky
V roce 2005 Christian Borgward, vnuk Carla Borgwarda (nynější prezident Borgward AG) spolu s Karlheinzem L. Knössem (generálním ředitelem a místopředsedou dozorčí rady) začali uvažovat o obnově značky Borgward. Společníci založil 21. května 2008 v Lucernu společnost Borgward AG ve Švýcarsku. Nová společnost byla do obchodního rejstříku v Lucernu zapsána 25. června 2008. Nový Borgward pracuje na vývoj nových automobilů s designem norského návrháře Einara J. Hareideho, který je tvůrcem legendární "tváře čtyř očí" Mercedes-Benz E-Class. Ideou týmu je vývoj unikátního a nezávislého konceptu automobilu. Borgward AG je vlastníkem značky a duševních práv původní společnosti Borgward. Borgward AG je zodpovědný za vývoj, výrobu, prodej a marketing Borgwardu v oblasti automobilů, lodí a letadel.. Společnost je majetkově i finančně podporována čínskou firmou Foton Motors, dceřinou společnosti BAIC Group. První modely SUV byly představeny na autosalonu ve Frankfurtu v roce 2015.  Ve stejném roce začala výroba a prodej na čínském trhu.  Vozy byly nabízeny i na některých evropských trzích, kde měl prodej podpořit koncept Borgward Isabella 2017. Etablování v Evropě bylo ale v tichosti pozastaveno a 8. dubna 2022 vyhlásil čínský Borgward bankrot.